# Меппен (футбольный клуб)
«Ме́ппен» (нем. SV Meppen) — немецкий футбольный клуб из одноимённого города в земле Нижняя Саксония. В последние годы команда играет в Региональной лиге «Север» и Третьей лиге.

## История

### Ранняя история (1912—1957)
Клуб был основан 29 ноября 1912 года под названием «Футбольный клуб Амизия Меппен», спустя 8 лет был объединён с мужским клубом гимнастики «MTV Meppen» в TuSV Meppen (Гимнастический и спортивный клуб «Меппен»). Но уже через год футбольная секция стала самостоятельной и начала собственное развитие под именем «SV Meppen 1912».

### Путь наверх (1957—1987)
Большое спортивное восхождение началось для «Меппена» только после Второй мировой войны. 1957 год принёс клубу чемпионство в окружной лиге района Эмсланд и выход в любительскую лигу Нижней Саксонии. В 1961 году команда стала чемпионом этой лиги в противоборстве с «Лингеном». В матче последнего тура с «Хайдкругом», закончившимся со счётом 11:0, шесть голов записал на свой счёт нападающий Герд Санд. В 1970 году команда впервые завоевала право играть в Региональной лиге, и хотя заняла в зоне Норд последнее место, возвратилась спустя год. После реформы лиги в 1974 году клуб оказался в Оберлиге Норд, где и провёл следующие 13 сезонов, за исключением сезона 1978/79, когда он оказался лигой ниже.
Летом 1987 года, к 75-летию клуба, принесла результаты многолетняя работа клуба с молодёжью. Опираясь на своих воспитанников, «Меппен» стал чемпионом Северной Германии, а одержав выездную победу в Эркенсвике, поднялся во Вторую Бундеслигу.

### Вторая Бундеслига (1987—1998)
Под руководством Райнера Персике и его преемника с 1991 года, Хорста Эрмантраута, команда несколько раз была близка к выходу в Бундеслигу. Высшими достижениями клуба стали 6-е места в 1992 и 1995 годах. В этот период «Меппену» давались победы над экс-чемпионами страны, такими как «Шальке 04», «Нюрнберг», «Ганновер 96», «Герта», «Мюнхен 1860», «Айнтрахт», «Кайзерслаутерн». В последнем туре сезона 1996/97 «Меппен» в гостях уступил лидеру Второй Бундеслиги и будущему чемпиону Германии, «Кайзерслаутерну», со счётом 6:7. 31 августа 1996 года на стадионе «Эмсланд» в матче 1/16 Кубка Германии «Меппен» обыграл финалиста Кубка УЕФА «Айнтрахт» с крупным счётом 6:1. Йозеф Менке, Бернд Детерс, Мартин Ван дер Паттер, Роберт Тобен, Марко Миири, Райнер Рауффманн — эти игроки вписали свои имена в историю 2-го по уровню немецкого дивизиона. Одиннадцать лет продолжалась «золотая» эпоха, пока в 1998 году, заняв последнее место, «Меппен» не выбыл в Региональную лигу «Север». За эти годы в лиге было сыграно 404 матча (124 победы, 139 ничьих и 141 поражение с общей разницей забитых и пропущенных мячей 495—547).

### Местный уровень (после 1998 года)
Несмотря на большие финансовые вливания, клубу не удалось решить задачу возвращения во 2-ю бундеслигу. В 2000 году после реформы лиги команда оказалась в Оберлиге, где порой находилась под угрозой вылета. В 2003 году клуб едва не стал банкротом. После прохода этой низшей точки команда сосредоточилась на том, чем она занималась почти всю свою историю — решением региональных задач.